# Pär Boman
Pär Göran Mikael Boman, född 27 oktober 1961 i Stockholm, är en svensk företagsledare som mellan 2006 och 2015 varit verkställande direktör och koncernchef för Svenska Handelsbanken och därefter blev styrelseordförande i samma bank och för SCA.
Boman växte upp i Linköping och tog ekonomexamen vid Linköpings universitet. Han arbetade som koncerncontroller på Saab-Scania och ekonomichef på Adamsons Transport innan han 1991 började arbeta inom Handelsbanken, inledningsvis som controller. Han blev därefter kontorschef i Norrköping till 1998, var därefter vice VD samt regionbankschef i Danmark 1998 till 2002 och chef för Handelsbanken Markets 2002 till 2005. Den 26 april 2006 efterträdde han Lars O Grönstedt som VD. Han hade befattningen fram till mars 2015 och ersattes av Frank Vang-Jensen.